# Gare d'Otaru
La gare d'Otaru (小樽駅, Otaru-eki) est une gare ferroviaire située dans la ville d'Otaru, à Hokkaidō au Japon. Elle est exploitée par la compagnie JR Hokkaido.

## Situation ferroviaire
La gare est située au point kilométrique (PK) 252,5 de la ligne principale Hakodate.

## Historique
La gare est inaugurée le 28 juin 1903 sous le nom de gare d'Otaru Chūō. Elle a été renommée gare de Takashima en 1904, puis gare de Chūō Otaru en 1905 et enfin gare d'Otaru en 1920.

## Service des voyageurs

### Accueil
La gare dispose d'un bâtiment voyageurs, avec guichets, ouvert tous les jours.

### Desserte
- Ligne principale Hakodate :
  - voies 1, 2 et 4 : direction Kutchan et Oshamambe
  - voies 1, 2, 4 et 5 : direction Sapporo